# Бузоев, Аслан Владимирович
Аслан Владимирович Бузоев (род. 15 ноября 1970 во Владикавказе, РСО-Алания, Россия) — российский профессиональный бильярдист. Мастер спорта международного класса. Двукратный Чемпион мира по русскому бильярду. Трёхкратный чемпион России.

## Биография и карьера
Родился 17 ноября 1970 года в городе Владикавказ. В возрасте 19 лет учась на факультете физвоспитания и спорта СОГУ познакомился с бильярдом. Уже через 2 года добрался до финала чемпионата мира, где уступил Юрию Пантелееву. В последующем на чемпионатах мира 6 раз завоевывал серебряные и 9 раз бронзовые медали. Является двукратным чемпионом мира и трехкратным чемпионом России. Старший тренер мужской сборной России по бильярду (2013—2018).
Участник и призёр 3 этапов чемпионата России по снукеру.
Начиная с 2017 года, выступает в сеньорской лиге русского бильярда. Первый чемпион сеньоров на юге. Неоднократный победитель серии турниров сеньоры России и сеньоры на юге

## Достижения в карьере
Чемпионат мира — победитель (2000)
Чемпионат мира — полуфиналист (2000)
Чемпионат России — победитель (1997)
Чемпионат России — победитель (1998)
Чемпионат России — победитель (2000)
Чемпионат мира — финалист (1994)
Чемпионат мира — полуфиналист (1994)
Чемпионат мира — финалист (1997)
Лично-командный Чемпионат мира — финалист (1992)
Чемпионат мира — финалист (1998)
Чемпионат мира — финалист (1999)
Чемпионат мира — финалист (2000)
Чемпионат мира — финалист (2002)
Командный чемпионат мира — победитель (1998)
Чемпионат за звание Абсолютного чемпиона России — (2000)